# Стрелба в Ханау 2020
Стрелбата в Ханау 2020 е масова стрелба, открита в 2 наргиле бара в гр. Ханау, провинция Хесен, Германия, при която 9 души са убити и 5 други са ранени.
След атаките извършителят се връща в апартамента си, където убива майка си и се самоубива.

## Стрелби
Стрелбите се случват около 22:00 местно време на 19 февруари в два наргиле бара – единият в бар Полунощ в центъра на града, а другият в бар и кафене Арена в Кеселщад. Съобщенията показват, че и двата бара са най-често посещавани от турски граждани. Извършителят се прицелва първо в трима посетители, а след това към сервитьора. Полицията започва голямо разследване. Първоначално е съобщено, че заподозрените са на свобода. Стрелецът, по-късно идентифициран като Тобиас Ратиен, шофира до дома си, където убива майка си, докато баща му успява да избяга. След това се самоубива. Той и майка му са открити мъртви от полицията в 05:15 на следващия ден.

## Жертви
Деветима души са убити от извършителя по време на стрелбите в двата бара: те по късно са идентифицирани като петима турци (някои от кюрдски поизход), германска гражданка, босненец, българин и румънец. Собственикът на един от баровете е сред жертвите. Трима души умират мигновено в първата стрелба, петима във втората. Деветата жертва умира в болница на следващия ден.

## Извършител
Стрелецът е идентифициран като 43-годишния Тобиас Ратиен, екстремист с Крайнодесни и Нео-нацистки убеждения. Той публикува манифест и видеа на личния си сайт, споделяйки своите политически убеждения и теории относно американския президент, Доналд Тръмп, който откраднал слоганите му относно евгеника. Ратиен изразява и гнева си по отношение на факта, че не може да има интимна връзка с жена, заради психологическите си проблеми. Той изразява омраза към чужденците и призовава за масови убийства на хора от Средния Изток, Централна Азия и Северна Африка. В близост до бар Арена е открит графит с препратка към сайта на извършителя, преди да бъде покрит от полицията.

## Разследване
Федерални разследващи се отнасят към нападението като към терористична атака, като властите съобщават, че са открити доказателства за крайнодесен екстремизъм, както и признаци на ксенофобия като мотив за убийствата. Вътрешният министър на Хесен, съобщава на 20 февруари, че уеб страница открита от разследващите сочи за дяснополитически мотив за стрелбата. Според разследващите извършителя не е бил познат на властите като екстремист. Според съобщения писмо и видеоклип със самопризнание са били открити и се анализират от полицията.

## Реакции
В резултат на стрелбата, канцлера Ангела Меркел отменя планираното си пътуване до Хале и изразява съболезнованията си към семействата на жертвите. Председателят на Европейския парламент Давид Сасоли също изказва съболезнованията си. Поради факта че някои от жертвите са турски граждани, турското правителство определя стрелбата като форма на расизъм и призовава за бързо разследване. Германският президент, заедно със съпругата му и министър-председателя на Хесен, посещават бдение на мястото на една от стрелбите.